# Fleischwirtschaft

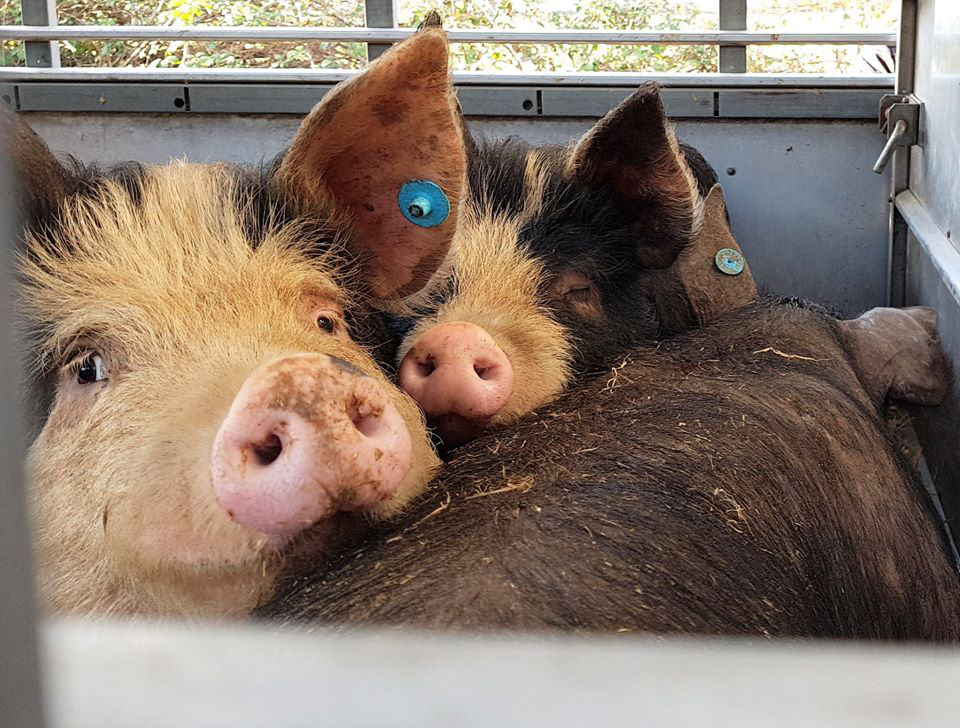
Zusammengepferchte Schweine, bevor sie geschlachtet werden sollen

Als Fleischwirtschaft bzw. Fleischindustrie bezeichnet man einen Wirtschaftszweig des Verarbeitenden Gewerbes der Lebensmittelwirtschaft, der sich hauptsächlich mit der Schlachtung und der Fleischverarbeitung zur Erzeugung von Fleischprodukten beschäftigt. Daneben werden teilweise auch die Vieherfassung, der Viehhandel sowie der Großhandel mit den Erzeugnissen dazugerechnet. Sie umfasst sowohl die gewerbliche Produktion im Handwerk wie auch der Industrie.

## Teilbereiche in der Europäischen Union

Zahl der geschlachteten Tiere in Deutschland, 2019. Quelle: Fleischatlas 2021, Urheber: Bartz/Stockmar, Lizenz: CC BY 4.0

Durch die lange Tradition in verschiedenen Regionen der Welt haben sich stark abweichende Ansichten über die Zuordnung bzw. Ausschluss von untergeordneten Wirtschaftszweigen herausgebildet. In der Europäischen Union werden die Wirtschaftszweige gemäß der Statistischen Systematik der Wirtschaftszweige in der Europäischen Gemeinschaft (NACE) eingeteilt. „Schlachten und Fleischverarbeitung“ ist dort ein Teilbereich des Verarbeitenden Gewerbes. Es wird unterteilt in:
- Schlachten von Geflügel
- Schlachten von anderen Tieren
- Fleischverarbeitung

In einzelnen Ländern haben sich die Unternehmen der Branche zu Interessenverbänden zusammengeschlossen. In Deutschland hat der Verband der Fleischwirtschaft (VDF) festgelegt, dass auch Unternehmen aus den folgenden Bereichen dazugehören:
- Vieherfassung
- Fleischverpackung für den Endverbraucher,
- Fleischgroßhandel
- Außenhandel mit Vieh und Fleisch

Weitergehende Verarbeitungsstufen wie die Herstellung von Fertiggerichten und anderem Convenience Food als den Genannten werden zu anderen Wirtschaftszweigen gezählt.

### Schlachten von Geflügel
Dieser Bereich beinhaltet:
- Betrieb von Schlachthäusern, in denen Geflügel geschlachtet, zugerichtet und verpackt wird
- Herstellung von frischem oder gefrorenem Geflügelfleisch in Einzelportionen
- Auslassen von Geflügelfetten
- Gewinnung von Federn und Daunen

### Schlachten von anderen Tieren
Dieser Bereich beinhaltet:
- Betrieb von Schlachthäusern, in denen geschlachtet sowie Fleisch zugerichtet und verpackt wird: Rinder, Schweine, Lämmer, Hammel, Kamele usw.
- Herstellung von Frisch- und Gefrierfleisch, in Schlachtkörpern und Stücken
- Schlachtung und Verarbeitung von Walen an Land oder auf dazu bestimmten Fischereifahrzeugen
- Gewinnung von Fellen und Häuten, einschließlich Borstenhaar und Haaren, in Schlachthäusern
- Auslassen von Speck und anderen essbaren tierischen Fetten
- Verarbeitung von Schlachtabfällen
- Erzeugung von Hautwolle

### Fleischverarbeitung
Dieser Bereich beinhaltet:
- Herstellung von getrocknetem, gesalzenem oder geräuchertem Fleisch
- Herstellung von Fleischerzeugnissen wie: Wurst, Pasteten, Fleischwaren in Aspik, Schmalzfleisch und anderen Fleischkonserven, Kochschinken

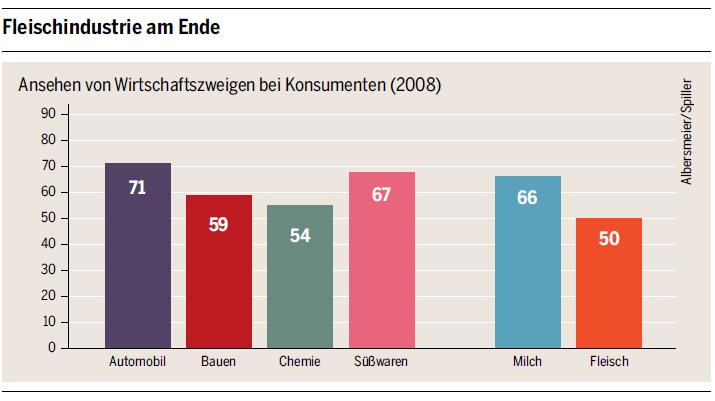
Ansehen verschiedener Wirtschaftszweige: Die Fleischwirtschaft hat einen „schlechten Ruf“ (Universität Göttingen)

## Mängel in der Fleischindustrie und Arbeitskosten im europäischen Vergleich
In der Coronakrise 2020 offenbarte sich, dass die Missstände in der Fleischwirtschaft trotz freiwilliger Selbstverpflichtung nicht behoben sind. Ein Gesetzentwurf, der Werkverträge oder Leiharbeit für Kernbereiche der Fleischindustrie verbiete oder die Einhaltung gesetzlicher Mindeststandards sicherstelle, wurde zwar im Bundestag diskutiert, bis November 2020 aber noch nicht verabschiedet, kritisiert das gewerkschaftsnahe WSI. Die Regierungskoalition einigte sich Ende November 2020 auf ein solches gesetzliches Verbot für Leiharbeiter und Werkvertragsarbeiter in der Fleischindustrie für Schlachtereien mit mehr als 50 Beschäftigte. Ausnahme soll nur für die Fleischverarbeitung für Betriebe geben, soweit dies in Tarifverträgen für „Auftragsspitzen“ ermöglicht wurde.
Die starke Expansion der Großkonzerne beruhe darauf, so das WSI, „auf einem Geschäftsmodell, das weitgehend auf Billigproduktion setzt und sich hierbei die vergleichsweise sehr niedrigen Arbeitskosten“ zunutze mache. Diese betrügen in Dänemark 69.000 €, in Belgien 53.000 €, in den Niederlanden 52.500 €, in Frankreich 46.500 € gegenüber 31.700 € in Deutschland.

### Mindestlohn in  der deutschen Fleischindustrie
Die Gewerkschaft Nahrung-Genuss-Gaststätten (NGG) und die Arbeitgeber der deutschen Fleischwirtschaft haben sich Ende Mai 2021 laut Spiegel Online auf einen Mindestlohn für die rund 160.000 Beschäftigten in den Schlachthöfen und Wurstfabriken geeinigt. Eine entsprechende Mitteilung der NGG sei vom Verband der Ernährungswirtschaft bestätigt worden. In einem weiteren Tarifvertrag sollten nach Angaben der Gewerkschaft die Mindestarbeitsbedingungen wie Arbeitszeit, Arbeitszeitkonten, Zuschläge und Urlaub geregelt werden.

## Kennzahlen

Die zehn größten Betriebe in der deutschen Fleischwirtschaft, 2019. Quelle: Fleischatlas 2021, Urheber: Bartz/Stockmar, Lizenz: CC BY 4.0

Die Angaben zur Branche schwanken stark, da die Erfassungsmethoden sich teilweise auf die als Lebensmittel zum Verzehr bestimmte Menge an tierischen Erzeugnissen richtet, aber auch das Schlachtgewicht lebender Tiere erfasst wird. Die folgenden Kennzahlen stammen aus dem Fleischatlas 2014 der Heinrich-Böll-Stiftung, einer parteinahen Stiftung von Bündnis 90/Die Grünen in Deutschland.
| Tierart              | Anzahl (Mio. Köpfe) |
| -------------------- | ------------------- |
| Hühner               | 58.110              |
| Enten                | 2.817               |
| Schweine             | 1.383               |
| Truthähne            | 654                 |
| Gänse und Perlhühner | 649                 |
| Schafe               | 517                 |
| Ziegen               | 430                 |
| Rinder               | 296                 |
| Büffel               | 24                  |

| Tierart             | Gewicht in Mio. Tonnen |
| ------------------- | ---------------------- |
| Schweine            | 114,2                  |
| Geflügel            | 106,4                  |
| Rinder              | 68,1                   |
| Hausschaf/Hausziege | 13,8                   |
| Gesamt              | 308,2                  |